# 제시카 칼슨

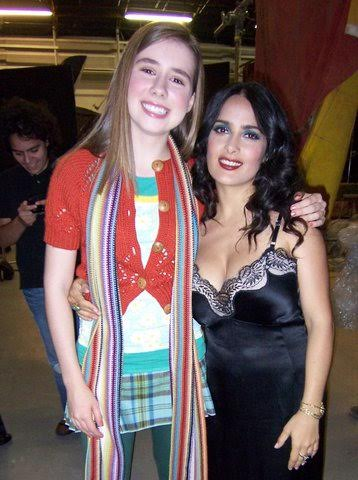

제시카 칼슨(Jessica Carlson, 1993년 8월 31일 ~ )은 미국의 배우, 영화배우이다.
뉴욕에서 태어났다.

## 영화
- 틴에이지 뱀파이어 (2009년)
- 인 블룸 (2007년)